# Sigismund Rákóczi
Sigismund (Zsigmond) Rákóczi de Felsővadász (Felsővadász, ± 1544 – Felsővadász, 5 december 1608) telg uit de Hongaarse adellijke familie Rákóczi, regeerde kort als stadhouder en als vorst van Transsylvanië.

## Biografie
Rákóczi was de zoon van Johannes (János) Rákóczi de Felsővadász, commandant van de burcht van Likavka en ondergespan van Zemplén en Sára Némethy. Hoewel hij werd geboren in de lagere adel, wist hij door verschillende omstandigheden - waaronder gunstige huwelijken - op te klimmen in de gelederen van de aristocratie. 

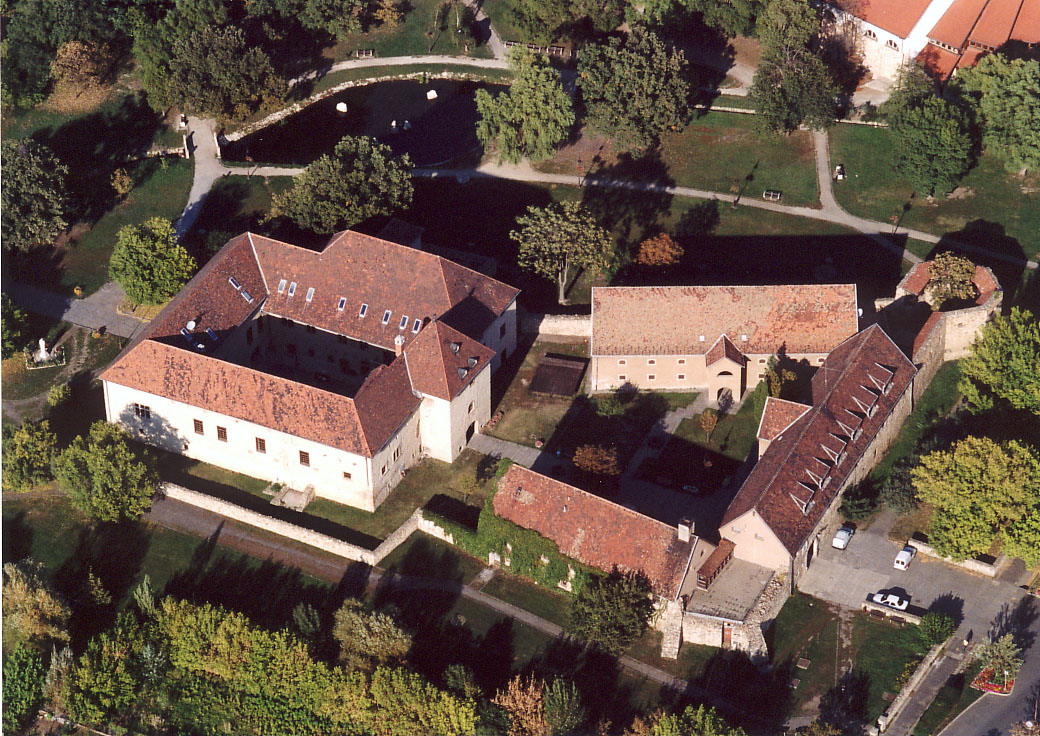
Kasteel van Szerencs

### Militaire loopbaan
Als jongeman diende hij als schildknaap van de edelman Gabriël  Perényi, de opperste schatbewaarder (magister tavernicorum regalium) van Hongarije, waarna hij een loopbaan begon in het koninklijke leger van Hongarije. In 1572 werd hij aangesteld als commandant van het kasteel van  Szendrő, dat een belangrijke rol speelde in de verdediging van Hongarije tegen Ottomaanse invallen. Ironisch genoeg zou zijn afstammeling Frans II Rákóczi het kasteel in 1707 opblazen. In 1575 werd Rákóczi aangesteld om de koninklijke legeraanvoerder Gaspar Békés te ondersteunen. Hij versloeg in 1588, hoewel zijn troepen in de minderheid waren, bij Szikszó een grote Ottomaanse legermacht. Als blijk van erkentenis verleende de Hongaarse koning aan Sigismund Rákóczi de titel van baron. In 1593 steeg het aanzien van Rákóczi verder toen hij de kastelen van Szabadka en Fülek veroverde op de Ottomanen. Hij nam vervolgens deel aan de veldtochten van 1594 en in 1596 aan de belegering van Hatvan. Daarbij raakte hij tijdens de strijd gewond aan zijn hoofd, maar wist vrij snel hiervan te herstellen. Ondertussen werd hij steeds welvarender door inkomsten uit zijn bezittingen in de beroemde wijnstreek Tokaj. Rijk genoeg om als bankier te kunnen fungeren voor de Habsburgse monarchie, waaraan hij het bezit van de plaats Szerencs over hield en waar hij een nieuw kasteel liet bouwen.

### Politieke loopbaan
In 1604 sluit hij zich aan bij István Bocskai de Kismarja, die in opstand was gekomen tegen de Habsburgers. Toen Bocskai in 1605 werd verkozen tot vorst van Transsylvanië, benoemde hij Rákóczi op de functie van stadhouder. Als gevolg van het aanvaarden van zijn nieuwe functie, verhuisde Rákóczi met zijn gezin van Felsővadász in Koninklijk Hongarije naar Transsylvanië. Hij gaf grote prioriteit aan de wederopbouw van de vorstelijke bezittingen, de heropleving van de handel met Walachije en Moldavië en het in evenwicht brengen van de Transsylvaanse begroting. Bocskai werd in het Verdrag van Wenen van 1606 erkend als vorst, maar stierf in hetzelfde jaar, naar verluidt door vergiftiging. 

Ligging van Transsylvanië in Europa

### Opvolgingskwestie
De dood van Bocskai stuwde Rákóczi naar de hoogste rang van de Zevenburgse politiek, waar werd gezocht naar een passende opvolger. De eerste kandidaat was Bálint Drugeth de Hommona, een jonge edelman met een  militaire achtergrond, die door Bocskai als zijn opvolger was aangewezen. De tweede kandidaat was Gabriël Báthory de Somlyó, die zichzelf had bewezen als bekwame soldaat in de strijd tegen Bocskai. Daarbij was hij als lid van een vroegere vorstelijke familie van Transsylvanië een natuurlijke kandidaat voor de opvolging. De Zevenburgse Landdag echter, claimde het recht om de nieuwe vorst vrijuit te kiezen en keurde vervolgens beide kandidaten af. Met de verkiezing van Drugeth zouden zij hebben toegegeven aan wijlen vorst Bocskai (die Drugeth had genomineerd) en aan de Ottomanen (die deze aanwijzing al hadden goedgekeurd), terwijl de verkiezing van Báthory zou hebben betekend het aanvaarden van zijn dynastieke aanspraken en een terugkeer naar een erfelijke dynastie van vorsten.

### Vorst van Transsylvanië
Terwijl de twee kandidaten steun in het buitenland probeerden te verzekeren, richtte de landdag zich tot stadhouder Sigismund Rákóczi, omdat hij een man met bestuurlijke vaardigheden was die zich tevens niet door buitenlandse machten liet steunen. De landdag was van plan om tot na de begrafenis van Bocskai te wachten voordat ze verder zouden gaan met de verkiezingen, maar een brief van Aartshertog Matthias deed de gebeurtenissen in een stroomversnelling belanden: Matthias instrueerde hen om te wachten tot Koning Rudolf de nodige functievereisten had vastgesteld op basis van het Verdrag van Wenen. Aangezien het verdrag dergelijke bepalingen niet bevatte, haastte de landdag zich en op 9 februari 1607 kozen zij Sigismund Rákóczi als nieuwe vorst van Transsylvanië.

### Reacties op Rákóczi's verkiezing
Hoewel deze eenzijdige daad zowel de Habsburgers als de Ottomanen woedend maakte, waren beide machten niet bereid om militaire actie te ondernemen. De gezant van de sultan had al aan de grens staan wachten, gereed om Drugeth formeel te installeren als vorst, maar keerde terug naar Constantinopel, naar verluidt was hij omgekocht door Rákóczi. De nieuwe vorst probeerde zich van de erkenning van de Ottomanen te verzekeren door vizier Kuyucu Murad Pasja twee kastelen aan te bieden, die onlangs op de Ottomanen waren veroverd, maar de vizier antwoordde dat Rákóczi vrij kon handelen zo lang hij geen nieuwe oorlog zou beginnen. De Habsburgse regering van Hongarije, die eerst Drugeth en vervolgens Báthory had gesteund, wilde eveneens een militair conflict vermijden en probeerde in plaats daarvan te onderhandelen met Rákóczi over zijn vrijwillige aftreden.

### Politieke nalatenschap van Bocskai
In eerste instantie verwierpen Rákóczi en de meerderheid van de Zevenburgse politici dergelijke pogingen, maar werden vervolgens gedwongen tot onderhandelingen door de toenemende dreiging van een opstand door de hajduks die hadden gevochten onder Bocskai en nu hun loon opeisten. Hajduk commandanten hadden in Pest een ontmoeting met de Ottomaanse Pasja en drongen aan dat er geen vrede kon zijn zolang ze niet werden betaald. Ze overwogen zelfs de verkiezing van Drugeth als koning, maar de voormalige kandidaat weigerde hen te ontmoeten.

### Val van Rákóczi
Deze onstabiele situatie werd uitgebuit door Gabriël Báthory, die onder het voorwendsel van onderhandelingen over de verdediging van het land, op 5 februari 1608 een pact met de Hajduks ondertekende: hun commandanten beloofden om voor hem te vechten met welk doel dan ook, terwijl hij beloofde het calvinisme te bevorderen, hun generaal aan te stellen als zijn minister en hun predikant als raadsman, alsmede de Hajduks land te schenken in de regio van Oradea, Ecséd en Kálló. De Zevenburgse regering durfde zich niet te verzetten tegen de macht van de Hadjuks en Rákóczi, die inzag dat een gevecht hem alleen een nederlaag zou brengen plus de ondergang van zijn land, trad op 7 maart 1608 af ten gunste van Báthory.

### Huwelijken en nageslacht
Sigismund Rákóczi trouwde eerst met Judit Bekény de Alagh, die overleed in 1591. Zijn tweede huwelijk in 1592 was met Anna Gerendi de Gerend, die overleed in 1596/97. Sigismund's derde huwelijk was met Borbála Thelegdi de Telegd (stierf 1616). Hij had de volgende kinderen: 
- Elisabeth,  uit het eerste huwelijk, trouwde in 1602 met kandidaat-vorst Bálint Drugeth de Homonna (1577-1609), maar overleed al na twee jaar
- George I Rákóczi (1593-1648), uit het tweede huwelijk, zou worden verkozen tot vorst van Transsylvanië
- Zsigmond (1595-1620), trouwde met Mária Lórántffy de Serke
- Paul (1597-1636), rechter (iudex curiae regiae), comes van Sáros en Torna